# Centro Cultural de la Villa de Madrid
O Centro Cultural de la Villa de Madrid é um edifício para actividade cultural situado em Madrid, Espanha. Está situado na Plaza de Colón, no distrito de Salamanca.

## Salas
- Sala Guirau (Sala de Teatro)
- Sala II (Sala de Espetáculos)
- Sala Exposiciones (Sala de Exposições)